# Sander Loones
Sander Loones (* 26. Januar 1979 in Veurne) ist ein belgischer Politiker der Nieuw-Vlaamse Alliantie (N-VA). Er war von 2014 bis 2018 Mitglied des Europäischen Parlaments und wurde am 12. November 2018 als Verteidigungsminister in der föderalen Regierung Michel vereidigt. Nach knapp vier Wochen im Amt trat er zurück, da sich seine Partei aus der Regierungskoalition verabschiedete.

## Leben
Sander Loones stammt aus einer politisch aktiven Familie. Sein Vater Jan Loones war langjähriges Parlamentsmitglied für die Volksunie und die N-VA. Sein Großvater war Honoré Loones, Mitglied des Vlaamsch Nationaal Verbond (VNV) und während der Deutschen Besatzung im Zweiten Weltkrieg Bürgermeister von Oostduinkerke (heute Teil der Gemeinde Koksijde) und später von Ostende. Seine Großmutter Rosette Dewitte war von 1953 bis 1964 ebenfalls Bürgermeisterin von Oostduinkerke.
Loones studierte Rechtswissenschaften an der Katholieke Universiteit Leuven in Löwen. Zunächst arbeitete er bis Ende 2010 im Studiendienst der Abteilung für Ausländerangelegenheiten des Föderalen Öffentlichen Dienstes Inneres.
Im Jahr 2011 machte Loones seinen Einstieg in die Politik, als er vom N-VA-Vorsitzenden Bart De Wever damit beauftragt wurde, den parteieigenen Studiendienst auszubauen. Bei der Regierungsbildung von 2014 war er Teil der N-VA-Unterhändler. Ins Europäische Parlament fand Sander Loones seinen Einstieg, als er für Johan Van Overtveldt (N-VA) nachrückte, der seinerseits Finanzminister in der Regierung Michel wurde.
Als in Folge der Kommunalwahlen vom 14. Oktober 2018 der amtierende Verteidigungsminister Steven Vandeput (N-VA) beschloss, das Bürgermeisteramt in Hasselt anzunehmen, wurde Sander Loones als sein Nachfolger in der Föderalregierung designiert. Seinen Eid legte er am 12. November ab. Als Mitglied des 8. Europäischen Parlamentes rückte für ihn Ralph Packet nach.
Nach dem Austritt seiner Partei aus der Regierung Michel I am 9. Dezember 2019 übernahm Außenminister Didier Reynders zusätzlich auch das Amt des Verteidigungsministers.

## Übersicht der politischen Ämter
- 2014 – 2018: Mitglied des Europäischen Parlaments
- 2018 – heute: Föderaler Verteidigungsminister, mit dem öffentlichen Dienst beauftragt, in der Regierung Michel
- ab 2019: Gemeinderatsmitglied in Koksijde